# String.h
string.h — заголовний файл стандартної бібліотеки мови Сі, що містить функції для роботи з нуль-термінованими рядками і різними функціями роботи з пам'яттю.
Функції оголошені в string.h широко використовуються, оскільки будучи частиною стандартної бібліотеки, вони гарантовано працюють на всіх платформах, що підтримують Сі. Однак, існують деякі потенційні проблеми з безпекою, такі як переповнення буферу, що спонукає на користь вибору безпечніших, можливо менш переносимих варіантів. Крім цього, рядкові функції працюють тільки з набором символів ASCII або його сумісними розширеннями, такими як ISO 8859-1; багатобайтові кодування такі як UTF-8 будуть працювати, з відзнакою, що «довжина» рядку буде визначатися як число байтів, а не число символів Юнікоду, яким вони відповідають. Несумісні з ASCII рядки зазвичай обробляються кодом описаним в wchar.h.
Більшість функцій string.h не роблять ніякого виділення пам'яті і контролю меж; цей обов'язок цілком лягає на плечі програміста.

## Константи і типи
| Ім'я   | Примітки |
| ------ | --- |
| NULL   | розширюється в нульовий вказівник; тобто, значення, яке гарантовано не є валідною адресою об'єкту в пам'яті. |
| size_t | беззнакове ціле, що має той же тип, що і результат оператора sizeof.                                         |

## Функції
| Ім'я                                                         | Примітки |
| ------------------------------------------------------------ | --- |
| void *memcpy(void *dest, const void *src, size_t n);         | копіює n байтів з області пам'яті src в dest, які не повинні перетинатися, у іншому випадку результат невизначений (можливо як правильне копіювання, так і ні) |
| void *memmove(void *dest, const void *src, size_t n);        | копіює n байтів з області пам'яті src в dest, які на відміну від memcpy можуть перекриватися                                                                   |
| void *memchr(const void *s, char c, size_t n);               | Повертає вказівник на перше входження з в перших n байтах s, або NULL, якщо не знайдено                                                                        |
| int memcmp(const void *s1, const void *s2, size_t n);        | порівнює перші n символів в областях пам'яті |
| void *memset(void *, int z, size_t);                         | заповнює область пам'яті одним байтом z |
| char *strcat(char *dest, const char *src);                   | дописує рядок src в кінець dest |
| char *strncat(char *dest, const char *, size_t);             | дописує не більше n початкових символів рядка src (або всю src, якщо її довжина менше) у кінець dest                                                           |
| char *strchr(const char *, int);                             | шукає символ у рядку, починаючи з голови і повертає його адресу, або NULL якщо не знайдений                                                                    |
| char *strrchr(const char *, int);                            | шукає символ у рядку, починаючи з хвоста і повертає його адресу, або NULL якщо не знайдений                                                                    |
| int strcmp(const char *, const char *);                      | лексикографічне порівняння рядків |
| int strncmp(const char *, const char *, size_t);             | лексикографічне порівняння перших n байтів рядків |
| int strcoll(const char *, const char *);                     | лексикографічне порівняння рядків з урахуванням локалі collating order                                                                                         |
| char *strcpy(char *toHere, const char *fromHere);            | копіює рядок з одного місця в інше |
| char *strncpy(char *toHere, const char *fromHere, size_t n); | копіює до n байт рядку з одного місця в інше |
| char *strerror(int);                                         | повертає рядкове подання повідомлення про помилку errno (не потокобезпечна)                                                                                    |
| size_t strlen(const char *);                                 | повертає довжину рядка |
| size_t strspn(const char *s, const char *accept);            | визначає максимальну довжину початкового підрядка, що складається виключно з байтів, перерахованих в accept                                                    |
| size_t strcspn(const char *s, const char *reject);           | визначає максимальну довжину початкового підрядка, що складається виключно з байтів, не перелічених у reject                                                   |
| char *strpbrk(const char *s, const char *accept);            | знаходить перше входження будь-якого символу, перерахованого в accept                                                                                          |
| char *strstr(const char *haystack, const char *needle);      | знаходить перше входження рядка needle в haystack |
| char *strtok(char *, const char *);                          | перетворює рядок у послідовність токенів. Не потіко-безпечна, нереєнтрантна.                                                                                   |
| size_t strxfrm(char *dest, const char *src, size_t n);       | створює відтрансльовану копію рядка, таку, що дослівне порівняння її (strcmp) буде еквівалентно порівнянню з коллатором.                                       |

### Розширення до ISO C
| Ім'я                                                                         | Примітки | Визначена у                                                    |
| ---------------------------------------------------------------------------- | --- | -------------------------------------------------------------- |
| char *strdup(const char *);                                                  | створює копію рядка і повертає вказівник на неї                                                                        | POSIX; найперше розширення в BSD                               |
| errno_t strcpy s(char *restrict s1, rsize_t s1max, const char *restrict s2); | варіант strcpy з контролем кордонів                                                                                    | ISO/IEC WDTR 24731                                             |
| void *mempcpy(void *dest, const void *src, size_t n);                        | варіант memcpy з поверненням байта, наступного за останніми записами                                                   | GNU                                                            |
| void *memccpy(void *dest, const void *src, int c, size_t n );                | копіює до n байт з однієї області пам'яті в іншу (не повинні перетинатися), зупиняючись при зустрічі символу c         | UNIX 98?                                                       |
| int *strerror r(int, char *, size_t);                                        | повертає рядкове представлення коду помилки errno (потіко-безпечна; невелика різниця в семантиці між GNU та XSI/POSIX) | GNU, POSIX                                                     |
| size_t strlcpy(char *dest, const char *src, size_t n);                       | варіант strcpy з контролем кордонів                                                                                    | першопочатково OpenBSD, зараз також FreeBSD, Solaris, Mac OS X |
| char *strtok r(char *, const char *, char **);                               | потіко-безпечна реєнтерабельна версія strtok                                                                           | POSIX                                                          |
| char *strsignal(int sig);                                                    | аналогічно з strerror, повертає рядкове представлення сигналу sig (не потіко-безпечна)                                 | BSDs, Solaris, Linux                                           |